# کلکان آفتاب‌رو
کلکان آفتاب‌رو، روستایی از توابع بخش دینور شهرستان صحنه در استان کرمانشاه ایران است.

## جمعیت
این روستا در دهستان حر قرار دارد و براساس سرشماری مرکز آمار ایران در سال ۱۳۸۵، جمعیت آن ۹۱ نفر (۲۳ خانوار) بوده‌است. جمعیت کلکان آفتاب‌رو نسبت به روستای مجاور (کلکان نسار) شش نفر کمتر است.

## موقعیت
این روستا در شرق روستای کلکان نسار قرار گرفته که این دو روستا با یکدیگر ناحیه کلکان دینور را تشکیل می‌دهند.

### محصولات
محصولات این دو روستا یکی‌اند، مانند انگور، هلو، شلیل و گیلاس.